# 臺北市大安區大安國民小學
臺北市立大安國民小學，簡稱大安國小，建校於1929年，是位於台灣台北市大安區的公立國民小學，西南側與臺北市立和平高級中學及臺北市芳和實驗中學相鄰。

## 校史
1929年(昭和4年)，「大安公學校」成立，以所在地大安為名，當時校舍未完成，於是在富田町、龍安坡兩地各借民房招收學生兩班。1930年之後第一批校舍落成，並陸續遷移入內教學。1941年改名為「富田國民學校」，並於1945年(民國36年)再次以「大安」為名，改為「台北市大安國民學校」。
起初學區範圍過大，包含戰後成立的大安區東偏南部的大部分區域，所以必須劃設新校區，1946年開始隨著東門國小、幸安國小、龍安國小的改制，才將部分的學生改到適合的通學的學校上課，並在1967年改為今名「臺北市大安區大安國民小學」。
針對學生增加，除了收購新校地也開始進行校舍增建及改建工程，新建校舍和平樓於1966年竣工。並在其後陸續改建原有英式建築風格的紅磚圓弧拱門造型二樓瓦舍，直至1984年，校內的紅樓已經全數改為新型校舍。大安國小於1987年也開始針對學齡前兒童設立該區第一所公立幼稚園，以方便兒童後續升學。另外，全校1991年學生人數達到最高峰，總班級數達115班，但此後陸續就因為少子化問題逐年下降，現今總班級達43班。
由於大安國小之校地與和平高中、芳和實驗中學於臥龍街上相鄰，三校為強化合作以相互共享資源，2008年共同成立「臥龍學園」之學校聯盟，並以臥龍街上的常生植物台灣欒樹為聯盟代表，2008年至2017期間甚至每年共同舉辦聯合校慶，並在臥龍街上舉行封街園遊會。

### 歷任校長
日治時期
| 任別 | 姓名     | 任職日期 | 離職日期 | 備註 |
| ---- | -------- | -------- | -------- | ---- |
| 1    | 土特兵助 | 1929年   | 1937年   | 首任 |
| 2    | 井口靜夫 | 1937年   | 1939年   |      |
| 3    | 南景行   | 1939年   | 1945年   |      |
台灣光復後
| 任別 | 姓名     | 任職日期 | 離職日期 | 備註                                |
| ---- | -------- | -------- | -------- | ----------------------------------- |
| 4    | 陳炳禧   | 1945年   | 1958年   | 光復後首任                          |
| 5    | 張榮昌   | 1958年   | 1962年   |                                     |
| 6    | 張烏洋   | 1962年   | 1964年   |                                     |
| 7    | 彭瑞卓   | 1964年   | 1969年   |                                     |
| 8    | 王陳美女 | 1969年   | 1973年   | 前東園國小校長，全台第一位女校長[3] |
| 9    | 康健     | 1973年   | 1980年   |                                     |
| 10   | 陳鶚     | 1980年   | 1986年   | 制定校歌及校訓                      |
| 11   | 吳州柏   | 1986年   | 1992年   |                                     |
| 12   | 林樹根   | 1992年   | 1995年   |                                     |
| 13   | 黃傳欽   | 1995年   | 2002年   |                                     |
| 14   | 張文宏   | 2002年   | 2010年   |                                     |
| 15   | 邱錦興   | 2010年   | 2013年   |                                     |
| 16   | 王景坤   | 2013年   | 2016年   |                                     |
| 17   | 黃志成   | 2016年   | 2020年   |                                     |
| 18   | 連世驊   | 2020年   | -        | 現任                                |

## 校內空間[4]
- 和平樓：1966年建成，樓高三層，因過於老舊而拆除
- 仁愛樓：1976年建成，樓高三層，以普通教室為主，並包括教務處。
- 信義樓：1978年建成，樓高四層，包括普通教室、附設幼稚園。
- 實踐樓：1982年建成，樓高五層，以普通教室為主，並包括輔導室。
- 忠孝樓: 1973年建成，樓高五層，校門穿堂，並包括校長室、學務處、總務處、合作社、圖書室、民俗文物館(校史室)
- 活動中心:1986年建成，樓高五層，並設有大禮堂。
- 游泳池:1987年建成，2008整修為溫水游泳池。
- 操場：包括200公尺跑道並設有司令台。

## 備註
1. ↑  三校皆為日治時期日本人所就讀的尋常小學校，而大安國小是為台灣人就讀之國民公學校，所收讀學生人數眾多。

## 外部連結
- （繁體中文） 官方网站
- （繁體中文） 臺北市大安國民小學的Facebook專頁
- （繁體中文） 校慶八十周年紀念網站 （页面存档备份，存于）
- （繁體中文） 大安校史及概況網站